# Kittiphan Chantatoom
Kittiphan Chantatoom (thailändisch กิตติพันธ์ จันทาทุม; * 2. Februar 1993) ist ein thailändischer Fußballspieler.

## Karriere
Kittiphan Chantatoom stand die Hinrunde 2019 beim Zweitligisten Sisaket FC unter Vertrag. Für den Verein aus Sisaekt bestritt er ein Zweitligaspiel. Hier kam er am ersten Spieltag beim 0:0-Unentschieden gegen den Thai Honda FC zum Einsatz. Die Rückrunde 2019 stand er beim ebenfalls in der zweiten Liga spielenden Samut Sakhon FC unter Vertrag. Für den Klub aus Samut Sakhon bestritt er fünf Ligaspiele. Zu Beginn der Saison 2020/21 wechselte er in die dritte Liga. Hier schloss er sich in Chanthaburi dem Chanthaburi FC an. Mit dem Klub spielte er in der Eastern Region der Liga. In Chanthaburi stand er bis Ende 2022 unter Vertrag.